# Macrobiotus anemone
Espèce
Macrobiotus anemone est une espèce de tardigrades de la famille des Macrobiotidae.

## Distribution
Cette espèce est endémique de Louisiane aux États-Unis.

## Publication originale
- Meyer, Domingue & Hinton, 2014 : Tardigrada of the West Gulf Coastal Plain, with Descriptions of Two new Species from Louisiana. Southeastern Naturalist, vol. 13, Special Issue no 5, p. 117–130.